# Victoria de Marichalar y Borbón
Victoria Federica de Marichalar y Borbón, grande d'Espagne, est née le 9 septembre 2000 à Madrid en Espagne. Fille de l'infante Elena et de Jaime de Marichalar, elle occupe actuellement la cinquième position dans l'ordre de succession au trône d'Espagne.

## Famille
Victoria de Marichalar y Borbón est le deuxième enfant et la première fille de l'infante Elena (1963), duchesse de Lugo, et de son ex-mari Jaime de Marichalar (1963). Par sa mère, elle est donc la petite-fille de Juan Carlos Ier (1938), roi d'Espagne de 1975 à 2014, et de son épouse la princesse Sophie de Grèce (1938).
Victoria a un frère aîné, Felipe de Marichalar y Borbón (1998), grand d'Espagne.

## Biographie

### Naissance et baptême
Victoria naît le 9 septembre 2000, à Madrid, trois mois avant la naissance de son cousin, Pablo Urdangarin y Borbón.
Le 11 octobre 2000, elle est baptisée au palais royal de Madrid par le cardinal Antonio María Rouco Varela. Ses parrains sont son oncle maternel, Felipe, prince des Asturies, et sa tante paternelle, Ana de Marichalar y Sáenz de Tejada.
Victoria Federica de Todos los Santos de Marichalar y Borbón a été prénommée en hommage à son arrière-arrière-grand-mère la reine Victoire-Eugénie de Battenberg, Federica en hommage à son arrière-grand-mère, Frederika de Hanovre, et de Todos los Santos par tradition dans la famille royale d'Espagne.

### Enfance et adolescence
Victoria commence ses études au Colegio San Patricio de Madrid, où son frère Felipe étudie également. À partir de septembre 2012, elle est scolarisée dans un internat près de Londres, au Royaume-Uni. En 2015, la presse annonce qu'elle est retournée étudier en Espagne, au collège anglais St. George's de La Moraleja.
En 2009, conformément à la tradition dans la famille royale espagnole, Victoria fait sa première communion,.
Elle étudie le ballet et pratique l'équitation. Elle s'intéresse aussi à la tauromachie. En été, elle passe une grande partie de ses vacances à Palma de Majorque avec ses parents, grands-parents, oncles et cousins.
Victoria se fait souvent remarquer pour ses frasques et bénéficie d'une réputation de « princesse rebelle » au sein de la famille royale. En 2020, en pleine pandémie de Covid-19, sa participation à une fête avec son petit ami Jorge Bárcenas, sans masque et après le couvre-feu, lui vaut un rappel à l'ordre de son oncle, le roi Felipe VI.

### Apparitions publiques
En tant que membre de la famille royale d'Espagne, Victoria apparaît occasionnellement en public lors d'événements importants.
Elle assume son premier engagement officiel le 29 novembre 2022 en visitant une maison de la Fondation Ronald McDonald pour les familles accompagnant un enfant malade.
En 2025, elle participe à la cinquième saison de l'émission de téléréalité espagnole El Desafío (es).

## Titulature
- Depuis le 9 septembre 2000 : Son Excellence doña Victoria Federica de Todos los Santos de Marichalar y Borbón, grande d'Espagne.

Fille d'une infante d'Espagne, Victoria reçoit à sa naissance, conformément à l'article 4 du décret royal 1368/1987 du 6 novembre 1987, le prédicat d'excellence. Selon ce même décret, Victoria de Marichalar prend rang parmi les grandes d'Espagne.